# كمسيت
كمسيت ، هي ملكة مصرية قديمة غير حاكمة أو زوجة ملك من عهد الأسرة الحادية عشرة ، و قد كانت زوجة ثانوية للملك منتوحتب الثاني.

## حياتها
تم العثور على قبرها ضمن مقابر منطقة الدير البحري (TT308) ، مع مصلى خاص بها ضمن مجمع معبد زوجها بالدير البحري كذلك، و لم يتم العثور سوى على أجزاء فقط من تابوتها، وهي الآن محفوظة في المتحف المصري بالقاهرة.
كما تم تصوير الملكة في نقش في المعبد الجنائزي لزوجها منتوحتب الثاني ، لكن للأسف هذه النقوش اليوم دمرت بشكل كبير ، و لكن يبدو أنها ظهرت في مشهد يمثلها ضمن صف من النساء الملكيات ، فعلى الشظايا تظهر وراء الملكة كاويت. و لقبها في الصورة هو زوجة الملك و حبيبته.

## ألقابها
- زوجة الملك و حبيبته.
- حلية الملك (مزينة الملك).
- حلية الملك الوحيدة (مزينة الملك الوحيدة).
- كاهنة حتحور.[4]